# 耶洛·漢森
耶洛·漢森（丹麥語：Elo Hansen，1945年—），是一位已退役丹麥男子羽球運動員，他在1960年代末期到1970年代中期的三個項目（單打、雙打和混合雙打）中均獲得國際冠軍。
耶洛·漢森在1970年歐洲羽球錦標賽中與皮爾·維爾索一起獲得男子雙打冠軍，並在同一賽事中獲得男子單打亞軍。他在1976年的歐洲羽球錦標賽中再次獲得男子單打亞軍。他連續四次代表丹麥參加湯姆斯盃比賽（'66 -'67、'69 -'70、'72 -73、'75 -'76），但從未超越當代的史溫·普利，成為那個時代丹麥的主要球員。他在羽球比賽中最精彩的一刻可能出現在1970年湯姆斯盃丹麥隊與衛冕者馬來西亞隊在半決賽的對陣，雖然丹麥以4-5輸球，但他在單打比賽先後擊敗了陳奕芳和潘奇·古納蘭。